# Бострем Іван Федорович
Іван Федорович Бострем (рос. Бострем Иван Фёдорович; 10 грудня 1857 — 2 січня 1934, Париж) — російський флотоводець, віце-адмірал.

## Біографія
Народився 10 грудня 1857 року. Після закінчення Морського корпусу у 1878 р., переведений в гардемарини і здійснив плавання до Північної Америки на пароплаві «Цимбрія». У 1882—1885 рр. перебував у навколосвітній плаванні на корветі «Скобелєв».
Від 1898 командував на Чорному морі військовою яхтою «Колхіда», потім — мінним крейсером «Капітан Сакен», навчальним судном «Прут» і канонерськими човнами «Кубанець» і «Чорноморець». 1901—1905 — морський агент у Великій Британії. Від 1906 — контр-адмірал, командував в Тихому океані крейсером «Богатир». 1907 — товариш морського міністра. Від 1908 — начальник Морських сил Чорного моря. Від 1909 — віце-адмірал, головний командир Севастопольського порту й військовий губернатор міста Севастополь. 1909—1911 рр. був призначений командувачем Чорноморським флотом. Восени 1911 через посадку на мілину двох кораблів, що входили до ескадри, якою він керував під час візиту до Румунії, змушений був піти у відставку.
Відтоді і до 1917 р. — голова правління акціонерного товариства Миколаївських заводів і верфей Російського товариства, член правління Російського суднобудівного товариства. Він багато зробив у Миколаєві для введення в лад в 1915 р. нових лінійних кораблів, есмінців і підводних човнів для Чорноморського флоту. Навесні 1919 р. очолив правління миколаївського суднобудівного заводу «Наваль».
1919 — початку 1920 рр. І. Ф. Бострем активно займався відновленням кораблів Чорноморського флоту для Білої армії. У 1914—1917 рр. брав активну участь у становленні в Росії юнацького скаутського руху, був головою товариства «Російський скаут» в Петрограді.
З 1920 р. І. Ф. Бострем в еміграції. Продовжував до своєї смерті брати участь у діяльності Національної Організації Російських Скаутів-Розвідників. Голова кают-компанії морських офіцерів у Парижі (Франція), почесний член Воєнно-морського союзу.
Помер у Парижі.